# Porphyrio coerulescens
Porphyrio coerulescens é uma espécie hipotética extinta de ave da família dos ralídeos, endêmica da ilha da Reunião, uma ilha no Oceano Índico a leste de Madagascar. Embora conhecida apenas a partir dos relatos de visitantes da ilha dos séculos XVII e XVIII, foi cientificamente nomeada em 1848, com base na descrição de 1674 de Sieur Dubois. Uma considerável literatura foi subsequentemente dedicada às suas possíveis afinidades evolutivas, e os pesquisadores atuais concordam na sua classificação no gênero Porphyrio. É considerada misteriosa e enigmática devido à falta de qualquer evidência física de sua existência.
Esta ave foi descrita como de plumagem inteiramente azul, com o bico e pernas vermelhos. Dizia-se que era do tamanho de um íbis-terrestre-de-reunião ou de uma galinha, o que equivale a 65 a 70 cm de comprimento, e pode ter tido uma aparência semelhante a do takahe. Apesar de ser de fácil captura, era um corredor rápido e capaz de voar, embora o fizesse com relutância. Pode ter se alimentado de matéria vegetal e invertebrados, como outros caimões, e nidificava entre gramíneas e samambaias aquáticas. Era encontrado apenas no planalto de Plaine des Cafres, para o qual pode ter se abrigado durante os últimos anos de sua existência, enquanto outros caimões habitam pântanos de planícies. Embora o último relato inequívoco seja de 1730, a espécie pode ter sobrevivido até 1763, mas a caça excessiva e a introdução de gatos provavelmente a levaram à extinção.

## Taxonomia
Durante os séculos XVII e XVIII, os visitantes da ilha da Reunião, uma das que compõem o arquipélago das Mascarenhas no Oceano Índico, relataram a presença de aves azuis (oiseaux bleus, em francês). O primeiro desses relatos, publicado em 1674, é o do viajante francês Sieur Dubois, que esteve em Reunião de 1669 a 1672. O naturalista britânico Hugh Edwin Strickland declarou em 1848 que teria pensado que o informe de Dubois se referia a um caimão do gênero Porphyrio se não fosse por seu grande tamanho e outras características (destacou ainda que o termo oiseau bleu também tinha sido erroneamente usado para morcegos em Reunião num relato antigo). Strickland expressou esperança de que restos desta e de outras aves extintas das Mascarenhas fossem encontrados por lá. Em resposta ao livro de Strickland no final daquele ano, o cientista belga Edmond de Sélys Longchamps cunhou o nome científico Apterornis coerulescens com base na narrativa de Dubois. O epíteto específico coerulescens é o termo em latim para "azulado, tornando-se azul". Longchamps também incluiu duas outras aves das Mascarenhas, na época conhecidas apenas por relatos contemporâneos, no gênero Apterornis: o íbis-terrestre-de-reunião (hoje Threskiornis solitarius); e a galinhola-vermelha-de-maurício (hoje Aphanapteryx bonasia). Ele os considerou aparentados com o dodô e o solitário-de-rodrigues, por compartilharem asas rudimentares, e uma cauda e disposição dos dedos parecidas.
O nome Apterornis já havia sido usado para um gênero diferente de aves extintas da Nova Zelândia (hoje Aptornis) pelo biólogo britânico Richard Owen no início de 1848, por isso o biólogo francês Charles Lucien Bonaparte cunhou o novo binômio Cyanornis erythrorhynchus para a "oiseau bleu" de Reunião em 1857. No mesmo ano, o ornitólogo alemão Hermann Schlegel transferiu a espécie para o gênero Porphyrio, como P. (Notornis) caerulescens, indicando um parentesco com o takahe (agora chamado de Porphyrio hochstetteri, mas já referido como Notornis por alguns autores) da Nova Zelândia. Schlegel argumentou que a descoberta do takahe mostrou que os membros de Porphyrio podiam ser grandes, refutando assim as dúvidas anteriores de Strickland com base no tamanho. O ornitólogo britânico Richard Bowdler Sharpe simplesmente usou o nome Porphyrio caerulescens em 1894. O zoólogo britânico Walter Rothschild manteve o nome Apterornis para a ave em 1907, e a considerou semelhante a Aptornis e ao takahe, acreditando que o relato de Dubois indicava que ela estava relacionada a essas espécies. O ornitólogo japonês Masauji Hachisuka usou a nova combinação Cyanornis coerulescens para a ave em 1953 (com o nome específico escrito incorretamente), também considerando-a semelhante ao takahe devido ao seu tamanho.

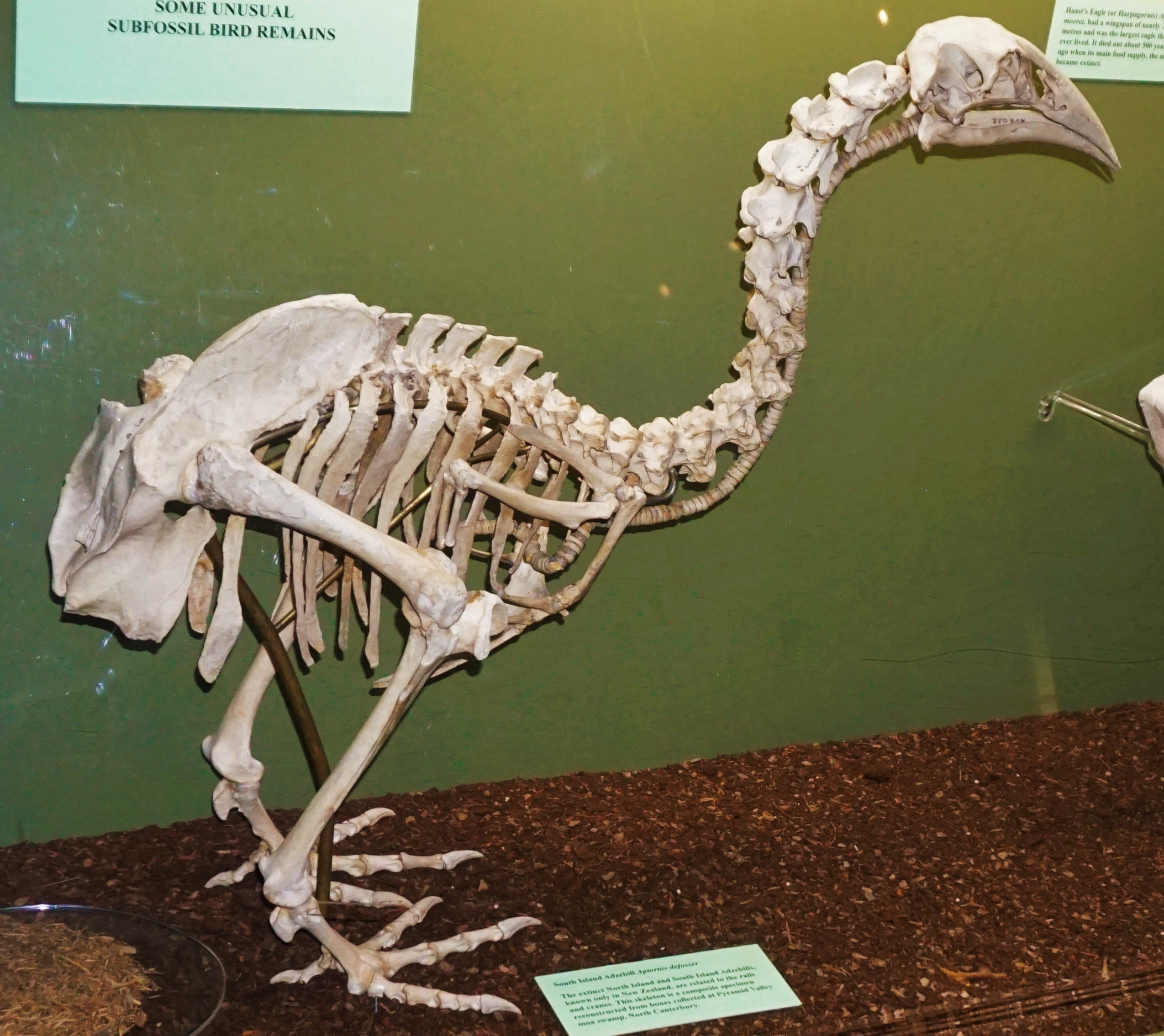
O nome original do gênero da espécie, Apterornis, já era usado para o extinto Aptornis (foto), o qual Walter Rothschild depois acreditou que tinha sido um primo próximo.

Ao longo do século XX a ave era incluída ora no gênero Porphyrio, ora no Notornis. Este último acabou sendo considerado um sinônimo júnior de Porphyrio. Alguns autores compararam a ave com os caimões, incluindo o Porphyrio madagascariensis pelo ornitólogo francês Jacques Berlioz em 1946 e o caimão-comum pelo ornitólogo francês Nicolas Barré em 1996, apesar de seu habitat diferente. O ornitólogo francês Philippe Milon duvidou da afiliação de Porphyrio em 1951, já que o relato de Dubois afirmava que a ave da ilha da Reunião tinha um gosto bom, enquanto os caimões existentes não têm. Em 1967, o ornitólogo americano James Greenway afirmou que a ave "deve permanecer misteriosa" até que os ossos de Porphyrio sejam um dia descobertos.
Em 1974, foi feita uma tentativa de encontrar localidades fósseis no planalto de Plaine des Cafres, onde a ave teria vivido, mas nenhuma caverna (que pode conter sambaquis onde os primeiros colonizadores descartavam ossos de aves locais) foi encontrada. Os pesquisadores concluiram que um estudo mais cuidadoso da área era necessário antes que as escavações pudessem ser feitas. Em 1977, o ornitólogo americano Storrs Olson escreveu que os relatos antigos eram consistentes com um derivado endêmico do gênero Porphyrio, e considerou-o uma espécie provável cujos restos poderiam um dia ser descobertos. O ecologista britânico Anthony  Cheke considerou argumentos anteriores sobre as afinidades da ave em 1987, e apoiou a ideia de que era aparentado com os Porphyrio, enquanto notou que havia mais dois relatos contemporâneos. No mesmo ano, o escritor britânico Errol Fuller listou a ave como uma espécie hipotética e expressou perplexidade sobre como uma literatura considerável foi produzida a partir de tão "frágil material".
A paleontóloga francesa Cécile Mourer-Chauviré e colegas listaram a ave como Cyanornis (? = Porphyrio) caerulescens em 2006, indicando a incerteza de sua classificação. Eles declararam que a razão pela qual nenhum fóssil dele foi encontrado é porque provavelmente ele não vivia nas partes da Reunião onde os fósseis poderiam ter sido preservados. Cheke e o paleontólogo britânico Julian P. Hume afirmaram em 2008 que, uma vez que o mistério do "solitário-de-reunião" foi resolvido após sua identificação com os restos de íbis, o Porphyrio coerulescens continua a ser a mais enigmática dos aves das Mascarenhas dos antigos relatos. Em seu livro de 2012 sobre aves extintas e em sua monografia de 2019 sobre os ralídeos extintos das Mascarenhas, Hume considerou o P. coerulescens como talvez o mais enigmático de todos os ralídeos", sem nenhuma evidência para resolver sua taxonomia, mas ele o considerou, sem dúvida, um membro dos Porphyrio, já que a coloração toda azul só é encontrada nesse gênero entre os ralídeos. Embora possa ter sido oriundo da África continental ou de Madagascar, estudos genéticos mostraram que outros ralídeos se dispersaram inesperadamente muito longe de seus "primos" mais próximos, tornando possíveis explicações alternativas.

## Descrição

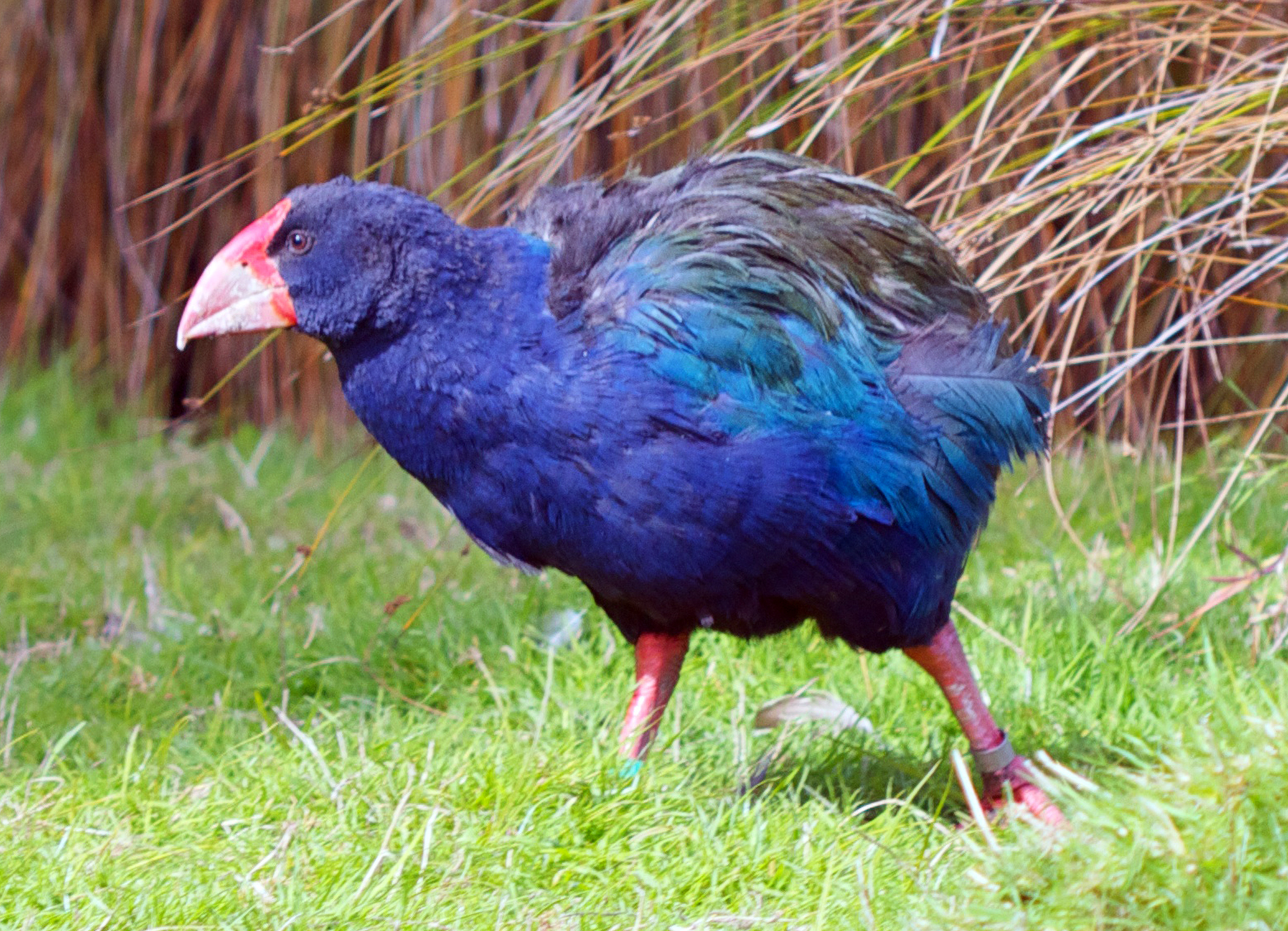
Porphyrio coerulescens era possivelmente semelhante ao takahe (foto), sendo às vezes considerado seu "primo" próximo.

A espécie foi descrita como tendo plumagem inteiramente azul com um bico e pernas vermelhos. De um modo geral, os especialistas acreditam que tenha sido um grande caimão terrestre, com características indicativas de capacidade de voo reduzida, como tamanho avantajado e pernas mais robustas. Houve desacordo sobre o porte da ave, pois o relato de Dubois comparou seu tamanho com o de um íbis-terrestre-de-reunião, enquanto o do engenheiro francês Jean Feuilley de 1704 o comparou a uma galinha doméstica. Cheke declarou em 1987 que o relato de Feuilley indicaria que a ave não era incomumente grande, talvez do tamanho de um caimão. Hume apontou em 2019 que o íbis-terrestre-de-reunião teria no máximo 65 a 68 cm, semelhante ao íbis-sagrado vivente (incluindo a cauda), enquanto as galinhas podem alcançar 65 a 70 cm de comprimento (o tamanho de seu ancestral, o galo-banquiva selvagem, e portanto não havia contradição. O Porphyrio coerulescens teria, portanto, aproximadamente o mesmo tamanho que o takahe.
A primeira descrição do P. coerulescens é a de Dubois de 1674:
Tão grande quanto os solitários [íbis-terrestre-de-reunião]; sua plumagem é inteiramente azul, o bico e os pés vermelhos e feitos como os das galinhas; eles não voam, mas correm extremamente rápido, de modo que um cão tem dificuldade em pegá-los em uma perseguição; eles são muito bons [para comer].
O último relato definitivo da ave é o do religioso Father Brown por volta de 1730 (ampliado de um relato de 1717 por Le Gentil):
A leste da ilha existe um pequeno planalto no alto de uma alta montanha chamada Plaine des Cafres, onde se encontra uma grande ave azul de cor muito marcante. Assemelha-se a um pombo da floresta. Ele voa, mas raramente e sempre pouco acima do solo, mas caminha com velocidade surpreendente. Os habitantes nunca o chamaram de outra coisa senão oiseau bleu; sua carne é muito boa e sustenta bem.
Olson afirmou que a comparação com um "pombo" era uma referência ao pombo-torcaz, implicando que Brown o descreveu como menor do que Dubois, enquanto Hume sugeriu que poderia ser o extinto pombo azul da ilha da Reunião. O relato de 1708 de Hébert não acrescenta muitas informações, embora ele qualifique sua coloração como "azul escuro".
Embora a ave seja conhecida apenas por relatos escritos, suas reconstruções aparecem no livro Extinct Birds de Rothschild, de 1907, e no livro de Hachisuka de 1953, The Dodo and Kindred Birds. Rothschild afirmou que fez o artista holandês John Gerrard Keulemans retratá-lo como um intermediário entre o takahe e o Aptornis, que ele considerava parentes mais próximos. Fuller considerou a ilustração de Frohawk um trabalho bem produzido, embora quase inteiramente conjectural ao retratá-la como um takahe reduzido.

## Comportamento e ecologia

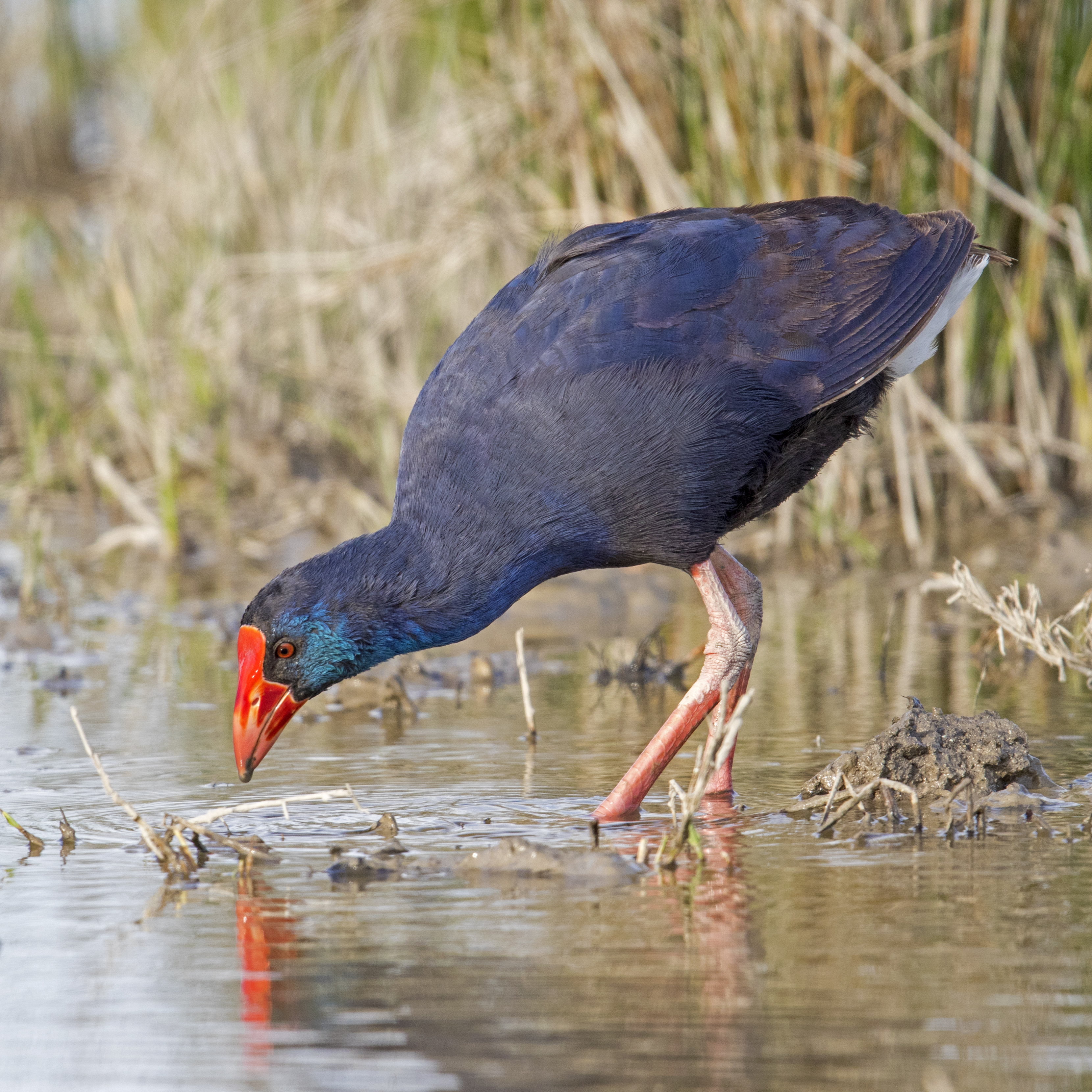
Embora provavelmente fosse aparentada com os caimões (na foto, um caimão-comum), a espécie da ilha da Reunião não habitava pântanos.

Pouco se sabe sobre a ecologia de Porphyrio coerulescens; era facilmente capturado e morto, ao contrário de outros caimões (que evitam predadores voando ou se escondendo), embora fosse capaz de correr rápido. Enquanto alguns dos primeiros pesquisadores acreditavam que a ave não voava, o relato de Brown afirma que ela conseguia voar, e pensa-se que tenha tido um voo relutante. Hume sugeriu que a espécie se alimentava de matéria vegetal e invertebrados, como fazem outros caimões. Pelo menos nos últimos ano de sua existência, parece ter ficado confinada às montanhas (se abrigando por lá entre a década de 1670 e 1705), em particular no planalto Plaine des Cafres, situado a uma altitude de cerca de 1 600 a 1 800 metros no centro-sul da ilha da Reunião. O ambiente desta área consiste de vegetação aberta em uma estepe de floresta subalpina, e também possui áreas alagadas.
A espécie foi descrita como uma ave terrestre por Dubois, em contraste com outros caimões, que habitam pântanos de planícies. Tal habitat é semelhante ao do íbis-terrestre-de-reunião, que vivia na floresta em vez de áreas alagadas, que é o ambiente típico dos íbis. Cheke e Hume propuseram que os ancestrais dessas aves colonizaram Reunião antes que os pântanos se desenvolvessem e, portanto, se adaptaram aos habitats disponíveis da época. Talvez também tenham sido impedidos de colonizar a ilha Maurício devido à presença da galinhola-vermelha-de-maurício, que pode ter ocupado um nicho ecológico semelhante.
Feuilley descreveu algumas características da ave em 1704:
A Oiseaux bleuff [ave azul] vive nas planícies no topo das montanhas, e especialmente na Plaine des Cafres. São do tamanho de um grande capão, de cor azul. Os que são velhos não valem nada para comer porque são muito duros, mas quando jovens são excelentes. Caçá-los não é difícil porque se mata com paus ou com pedras.
O único relato de seu comportamento reprodutivo é o de La Roque em 1708:
Vê-se lá [em Plaines de Cafres] um grande número de oiseaux bleus [aves azuis] que nidificam entre ervas e samambaias aquáticas.
Muitas outras espécies endêmicas da ilha da Reunião foram extintas após a chegada do homem e das alterações resultantes no ecossistema da ilha. O Porphyrio coerulescens viveu ao lado de outras aves recentemente extintas, como o Fregilupus varius, o íbis-terrestre-de-reunião, o periquito-de-reunião, o papagaio-das-mascarenhas, a coruja Mascarenotus grucheti, o Nycticorax duboisi, e o Nesoenas duboisi. Répteis extintos incluem a tartaruga gigante Cylindraspis indica e um tipo de lagarto Leiolopisma. A Pteropus subniger e o Tropidophora carinata viveram na ilha da Reunião e Maurício, mas desapareceram de ambas as ilhas.

## Extinção

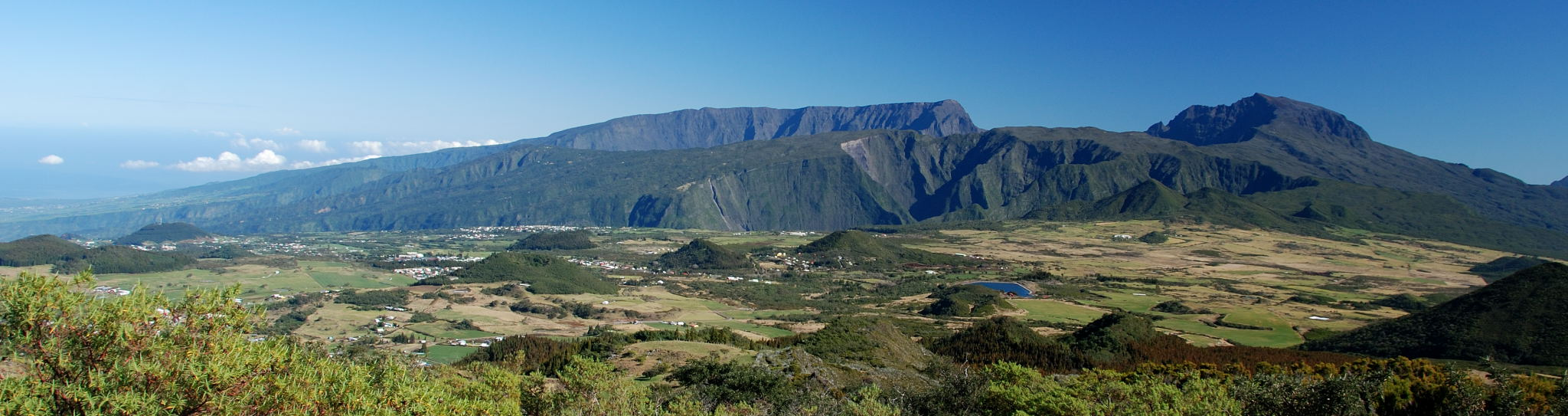
Vista do Plaine des Cafres, único local apontado como habitat da espécie.

Muitos ralídeos terrestres são incapazes de voar, e as populações insulares são particularmente vulneráveis às mudanças causadas pelo homem; como resultado, os ralídeos sofreram mais extinções do que qualquer outra família de aves. Todas as seis espécies endêmicas de ralídeos das ilhas Mascarenhas estão extintas, todas causadas por atividades humanas. A caça excessiva foi a principal causa da extinção do Porphyrio coerulescens (era considerada uma boa caça e fácil de pegar), mas segundo Cheke e Hume, a introdução dos gatos no final do século XVII pode ter contribuído para a eliminação da espécie uma vez que estes se tornaram selvagens e alcançaram seu habitat. Hoje, os gatos ainda são uma séria ameaça para as aves nativas, em particular o Pterodroma baraui, uma vez que ocorrem em toda a Reunião, incluindo os picos mais altos e remotos. Os ovos e filhotes também seriam vulneráveis aos ratos após sua introdução acidental em 1676. Por outro lado, o P. coerulescens e outras aves da ilha parecem ter sobrevivido com sucesso à presença de porcos selvagens. A bovinocultura em Plaine des Cafres foi iniciada pelo explorador francês Jean-Baptiste Charles Bouvet de Lozier na década de 1750, o que também pode ter gerado um impacto negativo sobre a população da ave.
Embora o último relato inequívoco do P. coerulescens seja de 1730, um relato anônimo de 1763, possivelmente do general de brigada britânico Richard Smith, talvez seja a última menção a esta ave, embora nenhuma descrição tenha sido fornecida, e possa referir-se a outra espécie. Também é impossível dizer se este militar realmente avistou o animal. Ele fornece uma impressão contemporânea do habitat do pântano da ilha da Reunião, Plaine des Cafres, e de como as aves eram caçadas no local:
Plaine des Cafres é formada pelos cumes das montanhas a uma elevação muito considerável acima do mar: diz-se que tem vinte milhas de extensão, é muito plana e sem pedras. O acesso a ela é muito difícil em alguns pontos, embora possa ser subida a cavalo. O ar é muito puro, mas tão frio quanto um dia de inverno na Inglaterra. Quando as nuvens passam sobre a superfície da planície, elas têm todo o efeito de uma chuva suave. No meio dela corre um riacho, que é largo mas raso, tem fundo de areia e congela no inverno ... Existem também alguns pássaros curiosos, que nunca descem ao mar e que são tão pouco acostumados ou alarmados com a visão do homem, que se submetem a morrer com o golpe de uma bengala.
Se o P. coerulescens sobreviveu até 1763, levou um tempo bem maior para ser extinto que muitas outras aves da ilha da Reunião, provavelmente devido ao seu habitat remoto.